# Rheinländer
Rheinländer er en hønserace, der stammer fra Tyskland. Ophavsmanden til racen er Dr. Rudolf von Langen, som mente at der var brug for en vinterhårdfør hønserace i området Eifel ved Rhinen. I 1893 begyndte han avlen, som resulterede i hønseracen Rheinländer.
Hanen vejer 2-2,75 kg og hønen vejer 1,75-2,5 kg. De lægger hvide æg à 55-61 gram. Racen findes også i dværgform.

## Farvevariationer
- Sort
- Agerhønehalset
- Hvid
- Blåsømmet
- Spættet
- Sølvhalset
- Hvidsort Columbia
- Blå agerhønehalset